# Georg Brandes
Georg Morris Cohen Brandes (Kopenhagen, 4 februari 1842 — aldaar, 19 februari 1927) was een Deens schrijver, filosoof en literatuurcriticus die een voorname rol heeft gespeeld in de Deense letteren aan het einde van de 19e eeuw. Hij wordt gezien als de man achter de literaire beweging Det Moderne Gennembrud (De Moderne Doorbraak), die bestond uit verschillende Scandinavische schrijvers.
Brandes was een voorvechter van de naturalistische en realistische manier van schrijven, hetgeen in de 19e eeuw erg vernieuwend was. Hij liet zich in zijn ideeën inspireren door onder meer de Deense filosoof Søren Kierkegaard en Spinoza, en later ook door Friedrich Nietzsche, over wie hij als eerste een boek publiceerde, nog tijdens diens leven.
In 1869 vertaalde Brandes het controversiële essay The Subjection of Women van John Stuart Mill. Twee jaar later begon Brandes met het geven van lezingen aan de Universiteit van Kopenhagen. Ook in die periode bracht hij zijn werk Main Currents in 19th Century Literature uit. Deze feiten worden gezien als de start van Det Moderne Gennembrud. Brandes verbleef ook vaak in Skagen, had veel contact met de Skagenschilders en fungeerde min of meer als hun ideoloog.